# IC 880
IC 880 је ознака објекта на координатама са ректансцензијом 13h 19m 7,7s и деклинацијом + 6° 6" 6'. Открио га је Луис Свифт, 28. априла 1891. Каснијим посматрањима на том положају није уочен никакав астрономски објекат.